# Jacques Saulnier
Pour les articles homonymes, voir Saulnier.
Ne doit pas être confondu avec Jacques Saunier.
Jacques Saulnier, né le 8 septembre 1928 à Paris et mort le 9 novembre 2014 dans la même ville, est un chef décorateur français de cinéma.

## Biographie

### Jeunesse
Jacques Saulnier commence son apprentissage par deux années d'études d'architecture à l'École nationale supérieure des beaux-arts de Paris.

### Carrière
En 1948, il est admis à l'Institut des hautes études cinématographiques (IDHEC) dans la section décoration. Il débute au cinéma comme assistant décorateur d'Alexandre Trauner, Max Douy, Jean André et Jacques Colombier sur des films comme Le Rouge et le Noir, Marguerite de la nuit, La Traversée de Paris et En cas de malheur de Claude Autant-Lara, French Cancan et Elena et les hommes de Jean Renoir, La Terre des pharaons de Howard Hawks ou Cela s'appelle l'aurore de Max Douy. Il cosigne avec Bernard Evein les décors des Amants de Louis Malle et de films de Claude Chabrol, Philippe de Broca, Robert Hossein et Jean Valère avant de travailler en solo à partir de L'Année dernière à Marienbad d'Alain Resnais.
Il a travaillé fréquemment avec Pierre Granier-Deferre, Henri Verneuil et Alain Resnais et a obtenu trois fois le César des meilleurs décors : pour Providence, Un amour de Swann et Smoking / No Smoking.
Il apparaît dans de nombreux documentaires et suppléments DVD, dont certains sont spécifiquement consacrés à son travail. Il a donné de nombreux entretiens sur son travail,,,,,,,.

### Mort
Il meurt le 9 novembre 2014 à Paris (et non le 12 novembre 2014, à Vézelay comme annoncé à tort par la presse), à l'âge de 86 ans. Ses obsèques se tiennent le 15 novembre au matin en la basilique de Vézelay (Yonne), suivies de l'inhumation au cimetière communal.

## Filmographie
- 1958 : Liberté surveillée d'Henri Aisner et Vladimír Voltchek
- 1959 : La Sentence de Jean Valère
- 1959 : Les Cousins de Claude Chabrol
- 1959 : À double tour de Claude Chabrol
- 1960 : Les Scélérats de Robert Hossein
- 1960 : Les Jeux de l'amour de Philippe de Broca
- 1961 : Le Farceur de Philippe de Broca
- 1961 : La Proie pour l'ombre d'Alexandre Astruc
- 1961 : La Morte-Saison des amours de Pierre Kast
- 1961 : L'Année dernière à Marienbad d'Alain Resnais
- 1962 : Vu du pont de Sidney Lumet
- 1962 : La Gamberge de Norbert Carbonnaux
- 1962 : L'Éducation sentimentale d'Alexandre Astruc
- 1962 : Le Petit Garçon de l'ascenseur de Pierre Granier-Deferre
- 1963 : Les Aventures de Salavin de Pierre Granier-Deferre
- 1963 : Landru de Claude Chabrol
- 1963 : Du mouron pour les petits oiseaux de Marcel Carné
- 1963 : Muriel ou le Temps d'un retour d'Alain Resnais
- 1964 : La Bonne Soupe de Robert Thomas
- 1965 : Quoi de neuf, Pussycat? (What's New Pussycat) de Clive Donner
- 1965 : La Fabuleuse Aventure de Marco Polo de Denys de La Patellière et Noël Howard
- 1965 : La Métamorphose des cloportes de Pierre Granier-Deferre
- 1966 : La Vie de château de Jean-Paul Rappeneau
- 1966 : La guerre est finie d'Alain Resnais
- 1966 : Mademoiselle de Tony Richardson
- 1967 : Le Voleur de Louis Malle
- 1968 : Tante Zita de Robert Enrico
- 1968 : Ho ! de Robert Enrico
- 1968 : La Prisonnière de Henri-Georges Clouzot
- 1969 : Le Clan des Siciliens de Henri Verneuil
- 1970 : Le Cinéma de papa de Claude Berri
- 1970 : La Horse de Pierre Granier-Deferre
- 1971 : Le Chat de Pierre Granier-Deferre
- 1971 : La Veuve Couderc de Pierre Granier-Deferre
- 1971 : Le Casse de Henri Verneuil
- 1973 : Le Fils de Pierre Granier-Deferre
- 1973 : Le Serpent de Henri Verneuil
- 1973 : Le Train de Pierre Granier-Deferre
- 1974 : Stavisky d'Alain Resnais
- 1975 : French Connection 2 (French Connection II) de John Frankenheimer
- 1975 : La Cage de Pierre Granier-Deferre
- 1977 : Providence d'Alain Resnais
- 1978 : Va voir maman, papa travaille de François Leterrier
- 1979 : West Indies ou les nègres marrons de la liberté de Med Hondo
- 1979 : I... comme Icare de Henri Verneuil
- 1980 : Mon oncle d'Amérique d'Alain Resnais
- 1981 : Chanel solitaire de George Kaczender
- 1982 : Mille milliards de dollars de Henri Verneuil
- 1983 : La vie est un roman d'Alain Resnais
- 1984 : Un amour de Swann de Volker Schlöndorff
- 1984 : Les Morfalous de Henri Verneuil
- 1984 : L'Amour à mort d'Alain Resnais
- 1984 : Le Jumeau de Yves Robert
- 1986 : Mélo d'Alain Resnais
- 1987 : Les Exploits d'un jeune Don Juan de Gianfranco Mingozzi
- 1989 : I Want to Go Home d'Alain Resnais
- 1990 : L'Autrichienne de Pierre Granier-Deferre
- 1992 : La Voix de Pierre Granier-Deferre
- 1993 : Archipel de Pierre Granier-Deferre
- 1993 : Smoking / No Smoking d'Alain Resnais
- 1997 : On connaît la chanson d'Alain Resnais
- 2003 : Pas sur la bouche d'Alain Resnais
- 2006 : Cœurs d'Alain Resnais
- 2009 : Les Herbes folles d'Alain Resnais
- 2012 : Vous n'avez encore rien vu d'Alain Resnais
- 2014 : Aimer, boire et chanter d'Alain Resnais

## Publication
- Alain Resnais, les coulisses de la création - Entretiens avec ses proches collaborateurs, de François Thomas, Armand Colin, 2016